# Ernő Noskó
Dans le nom hongrois Noskó Ernő, le nom de famille précède le prénom, mais cet article utilise l’ordre habituel en français Ernő Noskó, où le prénom précède le nom.
Ernő Noskó (né le 26 mai 1945 à Cserhátszentiván) est un footballeur international hongrois. Il participe aux Jeux olympiques d'été de 1968, remportant la médaille d'or avec la Hongrie.

## Biographie

### En club
Il joue de 1964 à 1974 dans l'équipe de l'Újpest FC, puis de 1974 à 1978, évolue au sein de l'équipe du Budafoki MTE. Il termine sa carrière de 1978 à 1982 au sein de l'équipe du Chinoin.
Il dispute avec l'équipe d'Újpest 16 matchs en Coupe d'Europe des clubs champions et 21 matchs en Coupe des villes de foires. Il atteint la finale de la Coupe des villes de foires en 1969, en étant battu par l'équipe anglaise de Newcastle United. Il est ensuite demi-finaliste de la Coupe d'Europe des clubs champions en 1974, en étant éliminé par le Bayern Munich. A noter également une finale (perdue) de Coupe Mitropa en 1967.
Il joue avec Újpest 261 matchs et inscrit cinq buts en première division. Son palmarès est constitué de sept championnats de Hongrie et deux Coupes de Hongrie.

### En équipe nationale
Ernő Noskó reçoit quinze sélections en équipe de Hongrie entre 1969 et 1971.
Il joue son premier match en équipe nationale le 25 mai 1969, contre la Tchécoslovaquie. Ce match gagné 2-0 à Budapest rentre dans le cadre des éliminatoires du mondial 1970. Il reçoit sa dernière sélection le 14 novembre 1971, contre Malte, lors des éliminatoires du mondial 1974 (victoire 0-2 à Gżira).
Il participe aux Jeux olympiques d'été de 1968 organisés au Mexique. Il joue six matchs lors du tournoi olympique. La Hongrie y remporte la médaille d'or.

## Palmarès

### Équipe de Hongrie
- Jeux olympiques de 1968 :
  -  Médaille d'or.

### Újpest FC
- Coupe des villes de foires :
  - Finaliste : 1969.

- Coupe Mitropa :
  - Finaliste : 1967.

- Championnat de Hongrie :
  - Champion : 1969, 1970, 1971, 1972, 1973, 1974 et 1975.
  - Vice-champion : 1967 et 1968.

- Coupe de Hongrie :
  - Vainqueur : 1969 et 1970.